# Tautoga onitis
Tautoga onitis es una especie de peces de la familia Labridae en el orden de los Perciformes.

## Morfología
Los machos pueden llegar alcanzar los 91 cm de longitud total.

## Distribución geográfica
Se encuentra desde Halifax (Nueva Escocia, Canadá) hasta Carolina del Sur (Estados Unidos ).